# عقد 180
عقد 180 هو عقد امتد بين 1 يناير 180 و31 ديسمبر 189 بحسب التقويم الميلادي. سبقه عقد 170 ولحقه عقد 190.

## مواليد
- تساو بي (187)
- سون تشوان (182)
- كاراكلا (188)
- الإمبراطور شيان من هان (181)
- تشوغ ليانغ (181)
- لينغ تونغ (189)
- أوريجانوس (185)
- غيتا (189)

## وفيات
- ماركوس أوريليوس (180)
- إيليتروس (189)
- يوليانوس (189)
- ثاوفيلوس (183)
- الإمبراطور لينغ من هان (189)
- هي جين (189)

## كتب
- Yves Denis Papin (1998). Chronologie de l'histoire ancienne. Lieu de publication non identifié: Éditions Jean-paul Gisserot. ISBN:2-87747-346-5. OCLC:40746926. مؤرشف من الأصل في 2022-03-16.
- موسوعة حضارة العالم (2002) لأحمد محمد عوف.

## روابط خارجية
- تصفح سنة بسنة عقد 180 على موقع onthisday.com
- تصفح سنة بسنة عقد 180 ابتداءً من سنة عقد 180 على موقع المكتبة الوطنية الفرنسية